# BMW i3
El BMW i3 és un automòbil elèctric de 5 portes per a 4 passatgers desenvolupat pel fabricant alemany BMW, formant part del "Project i" de BMW i. Es va llançar amb la nova marca BMW i. És el primer BMW de sèrie amb zero emissions a causa del seu motor elèctric. BMW és la primera companyia a llançar al mercat un cotxe de sèrie amb carrosseria de fibra de carboni per a millorar el consum d'energia.
Segons l'EPA (United States Environmental Protection Agency) l'autonomia del BMW i3 és de 130 km, amb un consum equivalent d'1,90 L/100 km en un motor tèrmic. Les xifres oficials són de 124 MPG (milles per galó) en cicle combinat (138 MPG en ciutat, 111 MPG en carretera). L'EPA el classifica com el vehicle més eficient de tots els disponibles per a venda al consumidor als Estats Units i avaluats per la EPA fins a febrer de 2015.
Els Estats Units, Alemanya, Noruega i el Regne Unit són els principals mercats de l'i3, i Noruega és el mercat amb la major penetració del i3 en el món en proporció a la seva població. Les vendes globals van aconseguir la fita de 25.000 unitats al maig de 2015.